# Lista de vencedoras do Miss Mundo
Relação das vencedoras do concurso de Miss Mundo desde a sua criação.
| 1951 | Kiki Haakonson †                                                     | Suécia                                                               | Londres, Inglaterra                                                  |                                                                      |                                                                      |                                                                      |
| 1952 | May Louise Flodin †                                                  | Suécia                                                               | Londres, Inglaterra                                                  |                                                                      |                                                                      |                                                                      |
| 1953 | Denise Perrier                                                       | França                                                               | Londres, Inglaterra                                                  |                                                                      |                                                                      |                                                                      |
| 1954 | Antigone Costanda                                                    | Egito                                                                | Londres, Inglaterra                                                  |                                                                      |                                                                      |                                                                      |
| 1955 | Carmen Susana Dujim Zubillaga †                                      | Venezuela                                                            | Londres, Inglaterra                                                  |                                                                      |                                                                      |                                                                      |
| 1956 | Petra Schürmann †                                                    | Alemanha                                                             | Londres, Inglaterra                                                  |                                                                      |                                                                      |                                                                      |
| 1957 | Marita Lindahl †                                                     | Finlândia                                                            | Londres, Inglaterra                                                  |                                                                      |                                                                      |                                                                      |
| 1958 | Penelope Anne Coelen                                                 | África do Sul                                                        | Londres, Inglaterra                                                  |                                                                      |                                                                      |                                                                      |
| 1959 | Corine Rottschafer †                                                 | Países Baixos                                                        | Londres, Inglaterra                                                  |                                                                      |                                                                      |                                                                      |
| 1960 | Norma Gladys Cappagli †                                              | Argentina                                                            | Londres, Inglaterra                                                  |                                                                      |                                                                      |                                                                      |
| 1961 | Rosemarie Frankland †                                                | Inglaterra                                                           | Londres, Inglaterra                                                  |                                                                      |                                                                      |                                                                      |
| 1962 | Catharina Lodders                                                    | Países Baixos                                                        | Londres, Inglaterra                                                  |                                                                      |                                                                      |                                                                      |
| 1963 | Carole Joan Crawford                                                 | Jamaica                                                              | Londres, Inglaterra                                                  |                                                                      |                                                                      |                                                                      |
| 1964 | Ann Sydney                                                           | Inglaterra                                                           | Londres, Inglaterra                                                  |                                                                      |                                                                      |                                                                      |
| 1965 | Lesley Langley                                                       | Inglaterra                                                           | Londres, Reino Unido                                                 |                                                                      |                                                                      |                                                                      |
| 1966 | Reita Faria                                                          | Índia                                                                | Londres, Inglaterra                                                  |                                                                      |                                                                      |                                                                      |
| 1967 | Madeleine Hartog Bell                                                | Peru                                                                 | Londres, Inglaterra                                                  |                                                                      |                                                                      |                                                                      |
| 1968 | Penelope Plummer                                                     | Austrália                                                            | Londres, Inglaterra                                                  |                                                                      |                                                                      |                                                                      |
| 1969 | Eva Rueber-Staier                                                    | Áustria                                                              | Londres, Inglaterra                                                  |                                                                      |                                                                      |                                                                      |
| 1970 | Jennifer Hosten                                                      | Granada                                                              | Londres, Inglaterra                                                  |                                                                      |                                                                      |                                                                      |
| 1971 | Lúcia Tavares Petterle                                               | Brasil                                                               | Londres, Inglaterra                                                  |                                                                      |                                                                      |                                                                      |
| 1972 | Belinda Green                                                        | Austrália                                                            | Londres, Inglaterra                                                  |                                                                      |                                                                      |                                                                      |
| 1973 | Marjorie Wallace                                                     | Estados Unidos                                                       | Londres, Inglaterra                                                  |                                                                      |                                                                      |                                                                      |
| 1974 | Anneline Kriel 1                                                     | África do Sul                                                        | Londres, Inglaterra                                                  |                                                                      |                                                                      |                                                                      |
| 1975 | Wilnelia Merced                                                      | Porto Rico                                                           | Londres, Inglaterra                                                  |                                                                      |                                                                      |                                                                      |
| 1976 | Cindy Breakspeare                                                    | Jamaica                                                              | Londres, Inglaterra                                                  |                                                                      |                                                                      |                                                                      |
| 1977 | Mary Stavin                                                          | Suécia                                                               | Londres, Inglaterra                                                  |                                                                      |                                                                      |                                                                      |
| 1978 | Silvana Suárez                                                       | Argentina                                                            | Londres, Inglaterra                                                  |                                                                      |                                                                      |                                                                      |
| 1979 | Gina Swainson                                                        | Bermudas                                                             | Londres, Inglaterra                                                  |                                                                      |                                                                      |                                                                      |
| 1980 | Kimberley Santos                                                     | Guam                                                                 | Londres, Inglaterra                                                  |                                                                      |                                                                      |                                                                      |
| 1981 | Pilin León                                                           | Venezuela                                                            | Londres, Inglaterra                                                  |                                                                      |                                                                      |                                                                      |
| 1982 | Mariasela Alvarez Lebron                                             | República Dominicana                                                 | Londres, Inglaterra                                                  |                                                                      |                                                                      |                                                                      |
| 1983 | Sarah-Jane Hutt                                                      | Inglaterra                                                           | Londres, Inglaterra                                                  |                                                                      |                                                                      |                                                                      |
| 1984 | Astrid Carolina Herrera Irrazábal                                    | Venezuela                                                            | Londres, Inglaterra                                                  |                                                                      |                                                                      |                                                                      |
| 1985 | Hólmfríður Karlsdóttir                                               | Islândia                                                             | Londres, Inglaterra                                                  |                                                                      |                                                                      |                                                                      |
| 1986 | Giselle LaRonde                                                      | Trinidad e Tobago                                                    | Londres, Inglaterra                                                  |                                                                      |                                                                      |                                                                      |
| 1987 | Ulla Weigerstorfer                                                   | Áustria                                                              | Londres, Inglaterra                                                  |                                                                      |                                                                      |                                                                      |
| 1988 | Linda Pétursdóttir                                                   | Islândia                                                             | Londres, Inglaterra                                                  |                                                                      |                                                                      |                                                                      |
| 1989 | Aneta Beata Kreglicka                                                | Polónia                                                              | Wan Chai North, Hong Kong                                            |                                                                      |                                                                      |                                                                      |
| 1990 | Gina Marie Tolleson                                                  | Estados Unidos                                                       | Londres, Inglaterra                                                  |                                                                      |                                                                      |                                                                      |
| 1991 | Ninibeth Beatriz Leal Jiménez                                        | Venezuela                                                            | Atlanta, Estados Unidos                                              |                                                                      |                                                                      |                                                                      |
| 1992 | Julia Kourotchkina                                                   | Rússia                                                               | Sun City, África do Sul                                              |                                                                      |                                                                      |                                                                      |
| 1993 | Lisa Hanna                                                           | Jamaica                                                              | Sun City, África do Sul                                              |                                                                      |                                                                      |                                                                      |
| 1994 | Aishwarya Rai                                                        | Índia                                                                | Sun City, África do Sul                                              |                                                                      |                                                                      |                                                                      |
| 1995 | Jacqueline Aguilera Marcano                                          | Venezuela                                                            | Sun City, África do Sul                                              |                                                                      |                                                                      |                                                                      |
| 1996 | Irene Skliva                                                         | Grécia                                                               | Bangalore, Índia                                                     |                                                                      |                                                                      |                                                                      |
| 1997 | Diana Hayden                                                         | Índia                                                                | Mahé, Seychelles                                                     |                                                                      |                                                                      |                                                                      |
| 1998 | Linor Abargil                                                        | Israel                                                               | Mahé, Seychelles                                                     |                                                                      |                                                                      |                                                                      |
| 1999 | Yukta Mookhey                                                        | Índia                                                                | Londres, Inglaterra                                                  |                                                                      |                                                                      |                                                                      |
| 2000 | Priyanka Chopra                                                      | Índia                                                                | Londres, Inglaterra                                                  |                                                                      |                                                                      |                                                                      |
| 2001 | Agbani Darego                                                        | Nigéria                                                              | Sun City, África do Sul                                              |                                                                      |                                                                      |                                                                      |
| 2002 | Azra Akın                                                            | Turquia                                                              | Londres, Inglaterra                                                  |                                                                      |                                                                      |                                                                      |
| 2003 | Rosanna Davison                                                      | Irlanda                                                              | Sanya, República Popular da China                                    |                                                                      |                                                                      |                                                                      |
| 2004 | María Julia Mantilla García                                          | Peru                                                                 | Sanya, República Popular da China                                    |                                                                      |                                                                      |                                                                      |
| 2005 | Unnur Birna Vilhjálmsdóttir                                          | Islândia                                                             | Sanya, República Popular da China                                    |                                                                      |                                                                      |                                                                      |
| 2006 | Taťána Kuchařová                                                     | Chéquia                                                              | Varsóvia, Polônia                                                    |                                                                      |                                                                      |                                                                      |
| 2007 | Zhang Zilin                                                          | China                                                                | Sanya, República Popular da China                                    |                                                                      |                                                                      |                                                                      |
| 2008 | Ksenia Sukhinova                                                     | Rússia                                                               | Joanesburgo, África do Sul                                           |                                                                      |                                                                      |                                                                      |
| 2009 | Kaiane Aldorino                                                      | Gibraltar                                                            | Joanesburgo, África do Sul                                           |                                                                      |                                                                      |                                                                      |
| 2010 | Alexandria Mills                                                     | Estados Unidos                                                       | Sanya, República Popular da China                                    |                                                                      |                                                                      |                                                                      |
| 2011 | Ivian Sarcos                                                         | Venezuela                                                            | Londres, Inglaterra                                                  |                                                                      |                                                                      |                                                                      |
| 2012 | Wen Xia Yu                                                           | China                                                                | Ordos, República Popular da China                                    |                                                                      |                                                                      |                                                                      |
| 2013 | Megan Young                                                          | Filipinas                                                            | Nusa Dua, Indonésia                                                  |                                                                      |                                                                      |                                                                      |
| 2014 | Rolene Strauss                                                       | África do Sul                                                        | Londres, Inglaterra                                                  |                                                                      |                                                                      |                                                                      |
| 2015 | Mireia Lalaguna                                                      | Espanha                                                              | Sanya, República Popular da China                                    |                                                                      |                                                                      |                                                                      |
| 2016 | Stephanie Del Valle                                                  | Porto Rico                                                           | Oxon Hill, Estados Unidos                                            |                                                                      |                                                                      |                                                                      |
| 2017 | Manushi Chhillar                                                     | Índia                                                                | Sanya, República Popular da China                                    |                                                                      |                                                                      |                                                                      |
| 2018 | Silvia Vanessa Ponce de León Sánchez                                 | México                                                               | Sanya, República Popular da China                                    |                                                                      |                                                                      |                                                                      |
| 2019 | Toni-Ann Singh                                                       | Jamaica                                                              | Londres, Inglaterra                                                  |                                                                      |                                                                      |                                                                      |
| 2020 | A edição de 2020 foi cancelada devido a pandemia global de COVID-19. | A edição de 2020 foi cancelada devido a pandemia global de COVID-19. | A edição de 2020 foi cancelada devido a pandemia global de COVID-19. | A edição de 2020 foi cancelada devido a pandemia global de COVID-19. | A edição de 2020 foi cancelada devido a pandemia global de COVID-19. | A edição de 2020 foi cancelada devido a pandemia global de COVID-19. |
| 2021 | Karolina Bielawska                                                   | Polónia                                                              | San Juan, Porto Rico                                                 |                                                                      |                                                                      |                                                                      |
| 2022 | Não houve competição devido ao atraso do concurso de 2021            | Não houve competição devido ao atraso do concurso de 2021            | Não houve competição devido ao atraso do concurso de 2021            | Não houve competição devido ao atraso do concurso de 2021            | Não houve competição devido ao atraso do concurso de 2021            | Não houve competição devido ao atraso do concurso de 2021            |
| 2023 | Krystyna Pyszková                                                    | Chéquia                                                              | Bombaim, Índia                                                       |                                                                      |                                                                      |                                                                      |
| 2024 | Não houve competição devido ao atraso do concurso de 2023            | Não houve competição devido ao atraso do concurso de 2023            | Não houve competição devido ao atraso do concurso de 2023            | Não houve competição devido ao atraso do concurso de 2023            | Não houve competição devido ao atraso do concurso de 2023            | Não houve competição devido ao atraso do concurso de 2023            |
| 2025 | Suchata Chuangsri                                                    | Tailândia                                                            | Telangana, Índia                                                     |                                                                      |                                                                      |                                                                      |

## Conquistas por país
| País                 | N° de vitorias | Ano                                |
| -------------------- | -------------- | ---------------------------------- |
| Índia                | 6              | 1966, 1994, 1997, 1999, 2000, 2017 |
| Venezuela            | 6              | 1955, 1981, 1984, 1991, 1995, 2011 |
| Reino Unido          | 4              | 1961, 1964, 1965, 1983             |
| Jamaica              | 4              | 1963, 1976, 1993, 2019             |
| África do Sul        | 3              | 1958, 1974, 2014                   |
| Estados Unidos       | 3              | 1973, 1990, 2010                   |
| Islândia             | 3              | 1985, 1988, 2005                   |
| Suécia               | 3              | 1951, 1952, 1977                   |
| República Checa      | 2              | 2006, 2023                         |
| Polônia              | 2              | 1989, 2022                         |
| Porto Rico           | 2              | 1975, 2016                         |
| China                | 2              | 2007, 2012                         |
| Rússia               | 2              | 1992, 2008                         |
| Peru                 | 2              | 1967, 2004                         |
| Áustria              | 2              | 1969, 1987                         |
| Argentina            | 2              | 1960, 1978                         |
| Austrália            | 2              | 1968, 1972                         |
| Holanda              | 2              | 1959, 1962                         |
| Tailândia            | 1              | 2025                               |
| México               | 1              | 2018                               |
| Espanha              | 1              | 2015                               |
| Filipinas            | 1              | 2013                               |
| Gibraltar            | 1              | 2009                               |
| Irlanda              | 1              | 2003                               |
| Turquia              | 1              | 2002                               |
| Nigéria              | 1              | 2001                               |
| Israel               | 1              | 1998                               |
| Grécia               | 1              | 1996                               |
| Trindade e Tobago    | 1              | 1986                               |
| República Dominicana | 1              | 1982                               |
| Guam                 | 1              | 1980                               |
| Bermudas             | 1              | 1979                               |
| Brasil               | 1              | 1971                               |
| Granada              | 1              | 1970                               |
| Finlândia            | 1              | 1957                               |
| Alemanha             | 1              | 1956                               |
| Egito                | 1              | 1954                               |
| França               | 1              | 1953                               |